# Styčník

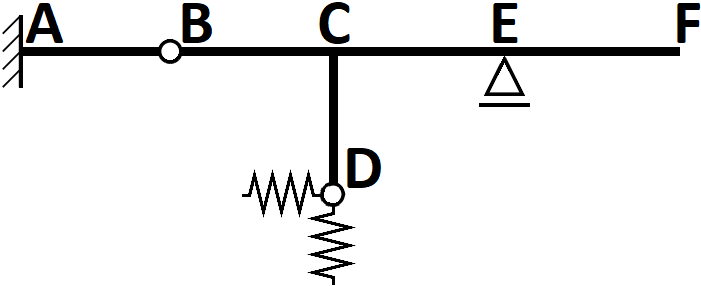
Příklady značení styčníků v prutové/rámové konstrukci: A - Tuhý styčník (vetknutí), B - Kloubový styčník, C - Tuhý styčník (rámový styčník), D - kloubový pružný styčník (podpora, podepření), E - Posuvný tuhý styčník (podpora, podepření), F - Volný konec

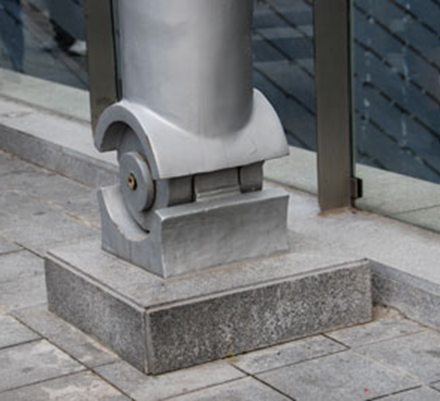
Příklad realizace kloubového styčníku (kloubová vazba) - Nádraží Ostrava-Svinov

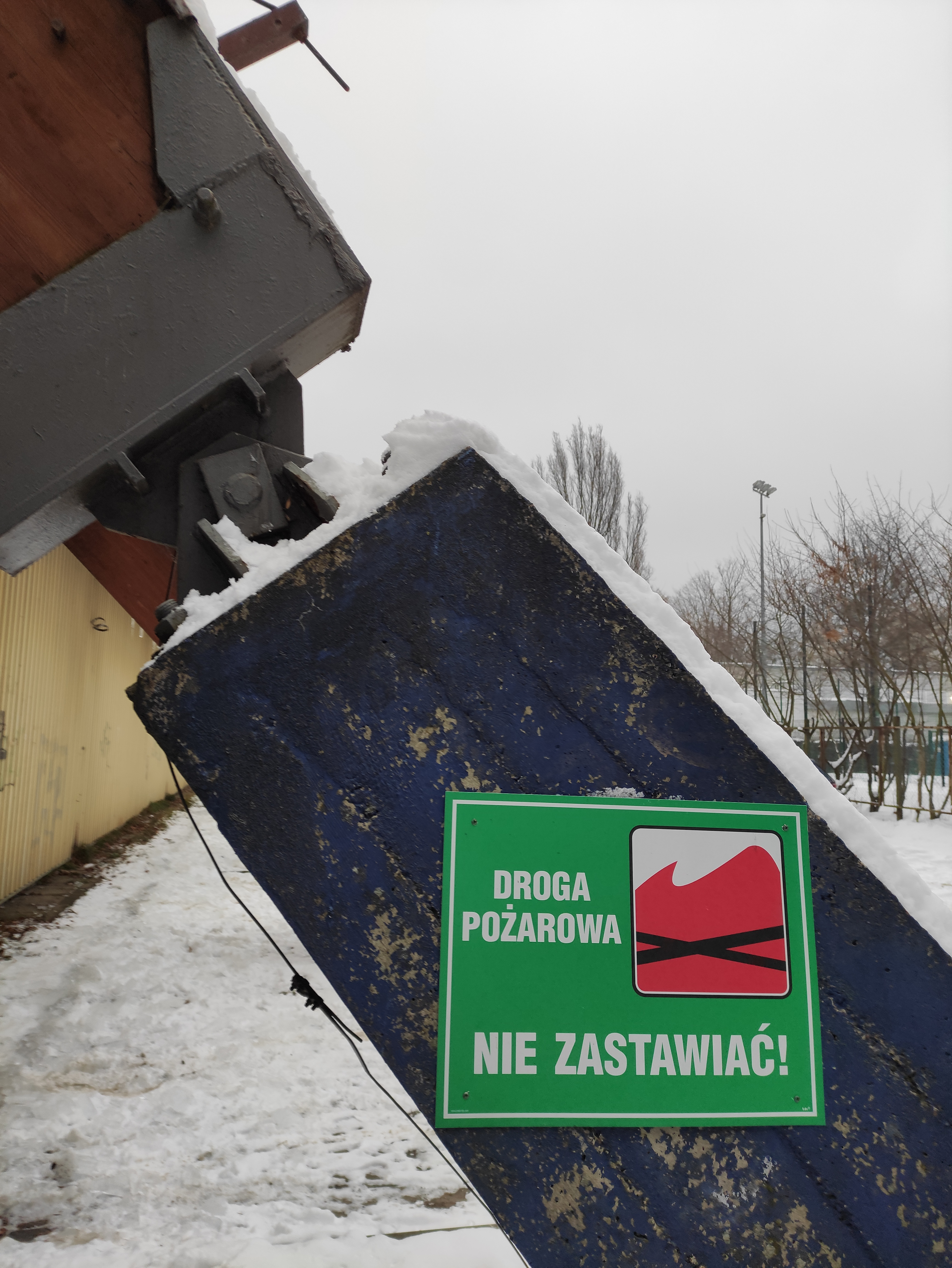
Příklad realizace kloubového styčníku (kloubová vazba) - Sopoty, Polsko

Styčník neboli styčný bod soustavy je bod či uzel, ve kterém jsou spojeny dva nebo více prutů konstrukce. V praxi není vzhledem k rozměrům průřezů prutů většinou možné jejich dovedení do jediného bodu a styčníkem je pak označován teoretický průnik prodloužených střednic stýkajících se prutů. Podle počtu připojených prutů označujeme styčníky jako dvojnásobné, trojnásobné, atd. V případě, že je uvažován styčník v rovinné konstrukci, přísluší mu 3 stupně volnosti (dva posuny a jedno natočení/pootočení), v prostoru pak 6 stupňů volnosti (tři posuny a tři natočení). Ve styčnících může působit zatížení.

## Kloubový styčník
Pokud je ve styčníku umožněno volné vzájemné natočení prutů, nazýváme ho kloubovým styčníkem. Pro teoretické vyšetřování sil působících v konstrukcích je v kloubovém styčníku zaveden zjednodušující předpoklad nulového kloubového tření a nulových vůli v kloubu (tzv. ideální nebo dokonalý kloubový styčník), který se také nazývá ideální kloub. Tento předpoklad zajišťuje ve styčníku nulovou hodnotu ohybového momentu a také poměrně jednoduchý výpočet vnitřních statických účinků.
Kloubové styčníky mohou být volné (nejsou podepřeny, tj. nemají další vazbu) nebo vázané (jsou podepřeny, tj. mají další vazbu - podporu).

## Tuhý styčník
V opačném případě pevného spojení prutů neumožňujícího jejich vzájemné volné pootočení hovoříme o tuhém styčníku. V případě, že není umožněno žádné teoretické natočení, jde o dokonale (absolutně) tuhý styčník nazývaný také jako rigidní styčník . Toto spojení prutů zajišťuje přenesení ohybového momentu a ostatních vnitřních statických účinků. Někdy je označován také jako jako rámový styčník. Příkladem tuhého styčníku je:
- vetknutí
- bezkloubové spojení dvou nosníků nebo prutů (např. rohové spojení v rámech)

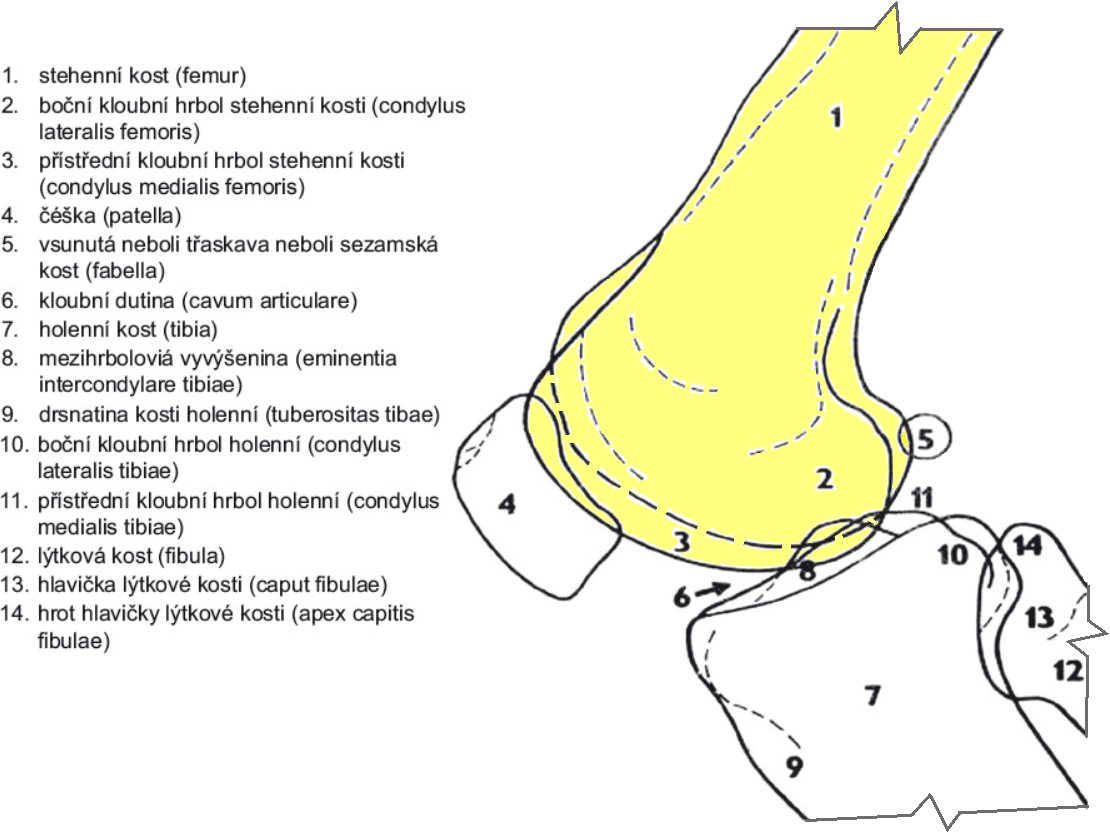
Reálný styčník v lidském těle - anatomie kostí kolenního kloubu (articulatio genus)

## Pružný styčník
Jeho zavedení je motivováno přiblížením se reálné situaci.
Ve skutečnosti nemůže být tuhý styčník nikdy dokonale tuhý a také kloubový styčník nemůže mít dokonalý kloub. V podstatě téměř vždy jsou v pružném styčníku umožněny alespoň nějaké deformace (např. minimální natočení nebo posunutí). Velikost těchto deformací jsou závislé na tuhosti styčníku, která nabývá odpovídajících hodnot v závislosti na vlastnostech materiálů, průřezů prutů a vazeb.
V mnoha případech, z konstrukčních důvodů, jsou v těchto styčnících umístěny pružiny a také umožněno pohyblivé spojení s vůlemi např. v kinematických mechanismech.

## Volný konec
Volný konec, resp. začátek, prutu či nosníku se také označuje jako styčník.

## Další informace
Styčníky lze také používat v mechanismech či v biomechanice při stanovení statiky, kinematiky a dynamiky pohybu segmentů těla a jeho částí.
Síly ve styčnících lze řešit jednoduše dle teorie 1. řádu nebo složitěji dle přesnější teorie 2. řádu či nejsložitěji a nejpřesněji dle teorie velkých deformací.